# Plavání na mistrovství Evropy v plaveckých sportech 2006 – podrobné výsledky
Podrobné výsledky z plavání na  mistrovství Evropy v plaveckých sportech za rok 2006.

## Výsledky

### Plavání

#### 400 m volným způsobem (muži)
| * | Plavec                 | Stát               | Čas          |
| - | ---------------------- | ------------------ | ------------ |
| 1 | Jurij Prilukov         | Rusko              | 3:45,73 (CR) |
| 2 | Massimiliano Rossolino | Itálie             | 3:46,87      |
| 3 | Nicolas Rostoucher     | Francie            | 3:47,04      |
| 4 | Przemyslaw Stanczyk    | Polsko             | 3:47,77      |
| 5 | David Carry            | Spojené království | 3:48,71      |
| 6 | Mateusz Sawrymowycz    | Polsko             | 3:49,00      |
| 7 | Federico Colbertaldo   | Itálie             | 3:49,07      |
| 8 | Spyridon Gianniotis    | Řecko              | 3:51,40      |

#### 400m polohový závod (ženy)
| * | Plavkyně               | Stát               | Čas     |
| - | ---------------------- | ------------------ | ------- |
| 1 | Alessia Filippiová     | Itálie             | 4:35,80 |
| 2 | Nicole Hetzerová       | Německo            | 4:37,97 |
| 3 | Katarzyna Baranowská   | Polsko             | 4:40,02 |
| 4 | Zsuzsanna Jakabosová   | Maďarsko           | 4:42,75 |
| 5 | Jana Martynovová       | Rusko              | 4:44,04 |
| 6 | Rebecca Cooková        | Spojené království | 4:45,13 |
| 7 | Hannah Mileyová        | Spojené království | 4:47,51 |
| 7 | Julie Hjorth-Hansenová | Dánsko             | 4:47,51 |

#### Štafeta 4x100m volným způsobem (ženy)
| * | Štafeta            | Stát               | Čas          |
| - | ------------------ | ------------------ | ------------ |
| 1 | Německo            | Německo            | 3:35,22 (WR) |
| 2 | Nizozemsko         | Nizozemsko         | 3:37,04      |
| 3 | Francie            | Francie            | 3:38,83      |
| 4 | Švédsko            | Švédsko            | 3:41,12      |
| 5 | Spojené království | Spojené království | 3:41,44      |
| 6 | Itálie             | Itálie             | 3:42,59      |
| 7 | Belgie             | Belgie             | 3:45,34      |
| 8 | Španělsko          | Španělsko          | 3:45,64      |

#### Štafeta 4x100m volným způsobem (muži)
| *   | Štafeta            | Stát               | Čas          |
| --- | ------------------ | ------------------ | ------------ |
| 1   | Itálie             | Itálie             | 3:15,23 (CR) |
| 2   | Rusko              | Rusko              | 3:16,47      |
| 3   | Francie            | Francie            | 3:16,53      |
| 4   | Švédsko            | Švédsko            | 3:17,01      |
| 5   | Německo            | Německo            | 3:18,21      |
| 6   | Litva              | Litva              | 3:22,40      |
| DSQ | Spojené království | Spojené království | -:--,--      |
| DSQ | Nizozemsko         | Nizozemsko         | -:--,--      |

#### 50m motýlkem (muži)
| * | Plavec              | Stát        | Čas        |
| - | ------------------- | ----------- | ---------- |
| 1 | Serhij Breus        | Ukrajina    | 23,41 (CR) |
| 2 | Duje Draganja       | Chorvatsko  | 23,62      |
| 3 | Jakob Andkjær       | Dánsko      | 23,77      |
| 3 | Andrij Serdinov     | Ukrajina    | 23,77      |
| 5 | Frédérick Bousquet  | Francie     | 23,82      |
| 6 | Mätti Räjäkylä      | Finsko      | 24,00      |
| 7 | Jevgenij Korotyškin | Rusko       | 24,18      |
| 8 | Simao P.G. Morgado  | Portugalsko | 24,26      |

#### 100m znak (muži)
| * | Plavec                 | Stát               | Čas        |
| - | ---------------------- | ------------------ | ---------- |
| 1 | Arkadij Vjatčanin      | Rusko              | 53,50 (CR) |
| 2 | Markus Rogan           | Rakousko           | 54,07      |
| 3 | Aristeidis Grigoriadis | Řecko              | 54,34      |
| 4 | Liam Tankock           | Spojené království | 54,51      |
| 5 | Matthew Clay           | Spojené království | 54,52      |
| 6 | László Cseh            | Maďarsko           | 54,56      |
| 7 | Helge Meeuw            | Německo            | 54,59      |
| 8 | Steffen Driesen        | Německo            | 54,84      |

#### 50m motýlek (ženy)
| * | Plavkyně                 | Stát       | Čas   |
| - | ------------------------ | ---------- | ----- |
| 1 | Therese Alshammarová     | Švédsko    | 26,06 |
| 2 | Anna-Karin Kammerlingová | Švédsko    | 26,23 |
| 3 | Chantal Groot            | Nizozemsko | 26,49 |
| 4 | Inge Dekkerová           | Nizozemsko | 26,67 |
| 5 | Fabienne Nadarajahová    | Rakousko   | 26,79 |
| 6 | Daniela Samulski         | Německo    | 26,87 |
| 7 | Elena Gemová             | Itálie     | 27,05 |
| 8 | Aleksandra Urbanczyková  | Polsko     | 27,09 |

#### 100m prsa (muži)
| * | Plavec             | Stát               | Čas     |
| - | ------------------ | ------------------ | ------- |
| 1 | Roman Sludnov      | Rusko              | 1:00,61 |
| 2 | Alexander Dale Oen | Norsko             | 1:00,63 |
| 3 | Oleg Lisogor       | Ukrajina           | 1:00,64 |
| 4 | Chris Cook         | Spojené království | 1:00,99 |
| 5 | Valeriy Dymo       | Ukrajina           | 1:01,07 |
| 6 | Hugues Duboscq     | Francie            | 1:01,14 |
| 7 | Richard Bodor      | Maďarsko           | 1:01,36 |
| 8 | James Gibson       | Spojené království | 1:01,46 |

#### 200m znak (ženy)
| * | Plavkyně                      | Stát               | Čas     |
| - | ----------------------------- | ------------------ | ------- |
| 1 | Esther Baronová               | Francie            | 2:10,07 |
| 2 | Iryna Amshennikovová          | Ukrajina           | 2:12,13 |
| 3 | Melanie Marshallová           | Spojené království | 2:12,17 |
| 4 | Escarlata Bernard Gonzalezová | Španělsko          | 2:12,37 |
| 5 | Elizabeth Simmonds            | Spojené království | 2:13,02 |
| 6 | Evelyn Verraszto              | Maďarsko           | 2:13,07 |
| 7 | Stanislava Komarovová         | Rusko              | 2:13,52 |
| 8 | Alexandra Putrová             | Francie            | 2:16,77 |

#### 800m volným způsobem (ženy)
| * | Plavkyně             | Stát               | Čas          |
| - | -------------------- | ------------------ | ------------ |
| 1 | Laure Manadouová     | Francie            | 8:19,29 (ER) |
| 2 | Rebbeca Adlingtonová | Spojené království | 8:27,88      |
| 3 | Rebecca Cookeová     | Spojené království | 8:28,40      |
| 4 | Flavia Rigamontiová  | Švýcarsko          | 8:30,51      |
| 5 | Sophie Huberová      | Francie            | 8:30,81      |
| 6 | Camelia Potecová     | Rumunsko           | 8:36,30      |
| 7 | Ionela Cozmaová      | Itálie             | 8:37,70      |
| 8 | Lotte Friisová       | Dánsko             | 8:40,61      |

#### 200m volným způsobem (muži)
| * | Plavec                    | Stát               | Čas     |
| - | ------------------------- | ------------------ | ------- |
| 1 | Pieter van den Hoogenband | Nizozemsko         | 1:45,65 |
| 2 | Massimiliano Rossolino    | Itálie             | 1:47,02 |
| 3 | Filippo Magnini           | Itálie             | 1:47,57 |
| 4 | David Carry               | Spojené království | 1:47,58 |
| 5 | Simon Burnett             | Spojené království | 1:48,01 |
| 6 | Amaury Leveaux            | Francie            | 1:48,97 |
| 7 | Paul Biedermann           | Německo            | 1:48,99 |
| 8 | Dominik Koll              | Rakousko           | 1:49,22 |

#### 100m prsa (ženy)
| * | Plavkyně            | Stát               | Čas          |
| - | ------------------- | ------------------ | ------------ |
| 1 | Ganna Khlystunovová | Ukrajina           | 1:07,55 (CR) |
| 2 | Kirsty Balfour      | Spojené království | 1:07,95      |
| 3 | Ágnes Kovácsová     | Maďarsko           | 1:08,60      |
| 4 | Yuliya Pidlisna     | Ukrajina           | 1:08,73      |
| 5 | Kate Haywoodová     | Spojené království | 1:08,78      |
| 6 | Elena Bogomazovová  | Rusko              | 1:08,83      |
| 7 | Sarah Poeweová      | Německo            | 1:09,27      |
| 8 | Chiara Boggiattová  | Itálie             | 1:09,47      |

#### 100m volným způsobem (ženy)
| * | Plavkyně                 | Stát               | Čas        |
| - | ------------------------ | ------------------ | ---------- |
| 1 | Britta Steffenová        | Německo            | 53,30 (WR) |
| 2 | Marleen Veldhuisová      | Nizozemsko         | 54,32      |
| 3 | Nery-Madey Niangkouarová | Řecko              | 54,48      |
| 4 | Francesca Halsallová     | Spojené království | 54,88      |
| 5 | Alena Popchanková        | Francie            | 55,05      |
| 5 | Hanna-Maria Seppalaová   | Finsko             | 55,05      |
| 7 | Martina Moravcová        | Slovensko          | 55,06      |
| 8 | Inge Dekkerová           | Nizozemsko         | 55,20      |

#### 200m polohový závod (muži)
| * | Plavec               | Stát               | Čas          |
| - | -------------------- | ------------------ | ------------ |
| 1 | László Cseh          | Maďarsko           | 1:58,17 (CR) |
| 2 | Alessio Boggiato     | Itálie             | 2:00,14      |
| 3 | Tamás Kérékjárto     | Maďarsko           | 2:00,17      |
| 4 | Gregor Tait          | Spojené království | 2:01,00      |
| 5 | Ioannis Kokkodis     | Řecko              | 2:02,22      |
| 6 | Euan Dale            | Spojené království | 2:02,27      |
| 7 | Lukasz Wojt          | Polsko             | 2:03,10      |
| 8 | Vytaustas Janusaitis | Litva              | 2:03,25      |

#### 200m polohový závod (ženy)
| * | Plavkyně               | Stát     | Čas     |
| - | ---------------------- | -------- | ------- |
| 1 | Laure Manadouová       | Francie  | 2:12,69 |
| 2 | Katarzyna Baranowská   | Polsko   | 2:13,36 |
| 3 | Alessia Filippiová     | Itálie   | 2:13,75 |
| 4 | Jana Kločkovová        | Ukrajina | 2:14,89 |
| 5 | Nicole Hetzerová       | Německo  | 2:14,98 |
| 6 | Svetlana Karpeevová    | Rusko    | 2:16,38 |
| 7 | Julie Hjorth-Hansenová | Dánsko   | 2:17,39 |
| 8 | Sophie De Ronchiová    | Francie  | 2:18,18 |

#### 200m prsa (muži)
| *   | Plavec               | Stát               | Čas     |
| --- | -------------------- | ------------------ | ------- |
| 1   | Slawomir Kuczko      | Polsko             | 2:12,12 |
| 2   | Paolo Bossini        | Itálie             | 2:12,35 |
| 3   | Kristopher Gilchrist | Spojené království | 2:13,21 |
| 4   | Dmitry Komornikov    | Rusko              | 2:13,29 |
| 5   | Fabien Horth         | Francie            | 2:14,16 |
| 6   | James Kirton         | Spojené království | 2:14,26 |
| 7   | Andrey Ivanov        | Rusko              | 2:14,74 |
| DSQ | Loris Facci          | Itálie             | -:--,-- |

#### 100m znak (ženy)
| * | Plavkyně                  | Stát      | Čas     |
| - | ------------------------- | --------- | ------- |
| 1 | Laure Manadouová          | Francie   | 1:00,88 |
| 2 | Antje Buschschulteová     | Německo   | 1:01,40 |
| 3 | Janine Pietsch            | Německo   | 1:01,55 |
| 4 | Iryna Amshennikovová      | Ukrajina  | 1:01,56 |
| 5 | Louise Oernstedtová       | Dánsko    | 1:01,60 |
| 6 | Nikolett Szepesi          | Maďarsko  | 1:01,90 |
| 7 | Mercedes Peris-Minguetová | Španělsko | 1:02,45 |
| 8 | Svietlana Khakhlovová     | Bělorusko | 1:03,18 |

#### 200m motýlkem (muži)
| * | Plavec             | Stát     | Čas          |
| - | ------------------ | -------- | ------------ |
| 1 | Pawel Korzeniowski | Polsko   | 1:55,44 (CR) |
| 2 | Ionnis Drymonakos  | Řecko    | 1:57,03      |
| 3 | Nikolaj Skvorcov   | Rusko    | 1:57,12      |
| 4 | Ioan Gherghel      | Rumunsko | 1:57,52      |
| 5 | Francesco Vespe    | Itálie   | 1:57,57      |
| 6 | Anatoly Polyakov   | Rusko    | 1:57,75      |
| 7 | Christophe Lebon   | Francie  | 1:57,98      |
| 8 | Lukasz Drzewinski  | Polsko   | 1:58,07      |

#### 50m znak (muži)
| * | Plavec                 | Stát               | Čas   |
| - | ---------------------- | ------------------ | ----- |
| 1 | Helge Meeuw            | Německo            | 25,06 |
| 2 | Aristeidis Grigoriadis | Řecko              | 25,14 |
| 3 | Matthew Clay           | Spojené království | 25,15 |
| 4 | Arkadij Vjatčanin      | Rusko              | 25,40 |
| 5 | Steffen Driesen        | Německo            | 25,45 |
| 6 | Liam Tancock           | Spojené království | 25,53 |
| 7 | David Ortega-Pitarch   | Španělsko          | 25,57 |
| 8 | Luboš Križko           | Slovensko          | 25,88 |

#### Štafeta 4x200m volným způsobem (ženy)
| * | Štafeta            | Stát               | Čas          |
| - | ------------------ | ------------------ | ------------ |
| 1 | Německo            | Německo            | 7:50,82 (WR) |
| 2 | Polsko             | Polsko             | 7:56,32      |
| 3 | Francie            | Francie            | 7:56,44      |
| 4 | Spojené království | Spojené království | 7:57,86      |
| 5 | Itálie             | Itálie             | 8:02,61      |
| 6 | Švédsko            | Švédsko            | 8:03,70      |
| 7 | Španělsko          | Španělsko          | 8:06,86      |
| 8 | Maďarsko           | Maďarsko           | 8:09,81      |

#### 1500m volným způsobem (muži)
| * | Plavec               | Stát      | Čas           |
| - | -------------------- | --------- | ------------- |
| 1 | Yury Prilukov        | Rusko     | 14:51,93 (CR) |
| 2 | Sebastien Rouault    | Řecko     | 14:55,73      |
| 3 | Nicolas Rostoucher   | Francie   | 15:01,82      |
| 4 | Federico Colbertaldo | Itálie    | 15:04,06      |
| 5 | Dragos Coman         | Rumunsko  | 15:06,64      |
| 6 | Mateusz Sawrymowicz  | Polsko    | 15:09,08      |
| 7 | Luka Turk            | Slovinsko | 15:09,12      |
| 8 | Segiy Fesenko        | Ukrajina  | 15:37,92      |

#### 200m prsa (ženy)
| * | Plavkyně                 | Stát               | Čas     |
| - | ------------------------ | ------------------ | ------- |
| 1 | Kirsty Balfourová        | Spojené království | 2:25,66 |
| 2 | Yuliya Pidlisna          | Ukrajina           | 2:28,42 |
| 3 | Ágnes Kovács             | Maďarsko           | 2:28,90 |
| 4 | Kerry Buchanová          | Spojené království | 2:29,19 |
| 5 | Ganna Khlystunová        | Ukrajina           | 2:29,38 |
| 6 | Sarah Poeweová           | Německo            | 2:29,48 |
| 7 | Beata Kaminská           | Polsko             | 2:30,07 |
| 8 | Anne Mari Gulbrandsenová | Norsko             | 2:30,12 |

#### 100m volným způsobem (muži)
| * | Plavec                    | Stát       | Čas   |
| - | ------------------------- | ---------- | ----- |
| 1 | Filippo Magnini           | Itálie     | 48,79 |
| 2 | Stefan Nystrand           | Švédsko    | 48,91 |
| 3 | Pieter van den Hoogenband | Nizozemsko | 48,94 |
| 4 | Frédérick Bousquet        | Francie    | 48,97 |
| 5 | Andrey Karpalov           | Rusko      | 49,32 |
| 6 | Christian Galenda         | Itálie     | 49,41 |
| 7 | Evgeny Lagunov            | Rusko      | 49,47 |
| 7 | Alain Bernard             | Francie    | 49,47 |

#### 100m motýlek (ženy)
| * | Plavkyně              | Stát       | Čas   |
| - | --------------------- | ---------- | ----- |
| 1 | Inge Dekkerová        | Nizozemsko | 58,35 |
| 2 | Martina Moravcová     | Slovensko  | 58,98 |
| 3 | Alena Popchanková     | Rusko      | 59,06 |
| 4 | Beatrix Boulseviczová | Maďarsko   | 59,11 |
| 5 | Francesca Segatová    | Itálie     | 59,23 |
| 6 | Elena Gemová          | Itálie     | 59,44 |
| 7 | Natalia Sutyaginová   | Rusko      | 59,78 |
| 8 | Chantal Grootová      | Nizozemsko | 59,86 |

#### 100m motýlek (muži)
| * | Plavec           | Stát               | Čas   |
| - | ---------------- | ------------------ | ----- |
| 1 | Andrij Serdinov  | Ukrajina           | 51,95 |
| 2 | Amaury Leveaux   | Francie            | 52,76 |
| 3 | Nikolaj Skvorcov | Rusko              | 52,96 |
| 4 | Sotirios Pastras | Řecko              | 53,16 |
| 5 | Serhij Breus     | Ukrajina           | 53,18 |
| 6 | Todd Cooper      | Spojené království | 53,24 |
| 7 | Rudy Goldin      | Itálie             | 53,26 |
| 8 | Mattia Nalesso   | Itálie             | 53,32 |

#### 200m volným způsobem (ženy)
| * | Plavkyně              | Stát               | Čas     |
| - | --------------------- | ------------------ | ------- |
| 1 | Otylia Jedrzejczaková | Polsko             | 1:57,25 |
| 2 | Annika Liebsová       | Německo            | 1:57,48 |
| 3 | Laure Manadouová      | Francie            | 1:58,38 |
| 4 | Melanie Marshallová   | Spojené království | 1:58,95 |
| 5 | Joanne Jacksonová     | Spojené království | 1:59,30 |
| 6 | Camelia Potecová      | Rumunsko           | 1:59,40 |
| 7 | Josefin Lillhageová   | Švédsko            | 1:59,47 |
| 8 | Sara Isakovićová      | Slovinsko          | 2:00,19 |

#### 50m znak (ženy)
| * | Plavkyně                  | Stát       | Čas        |
| - | ------------------------- | ---------- | ---------- |
| 1 | Janine Pietschová         | Německo    | 28,36 (CR) |
| 2 | Alexandra Herasimenjová   | Bělorusko  | 28,72      |
| 3 | Antje Buschschulteová     | Německo    | 28,73      |
| 4 | Mercedes Peris-Minguetová | Španělsko  | 28,95      |
| 5 | Louise Oernstedtová       | Dánsko     | 28,98      |
| 6 | Iryna Amshennikovová      | Ukrajina   | 29,11      |
| 7 | Nikolett Szepesiová       | Maďarsko   | 29,13      |
| 8 | Sanja Jovanovićová        | Chorvatsko | 29,21      |